# Dmitri Anatoljewitsch Kosontschuk
Dmitri Anatoljewitsch Kosontschuk (russisch Дмитрий Анатольевич Козончук; * 5. April 1984 in Woronesch) ist ein ehemaliger russischer Radrennfahrer.

## Karriere
Dmitri Kosontschuk gewann 2004 eine Etappe bei der niederländischen Nachwuchs-Rundfahrt Olympia’s Tour. Daraufhin kam er in das Farmteam des UCI ProTeams Rabobank. In seinem ersten Jahr dort konnte er die Gesamtwertung des Cinturón a Mallorca und die U23-Austragung des Frühjahrsklassikers Paris–Roubaix für sich entscheiden. 2006 gewann er eine Etappe bei der Thüringen-Rundfahrt. In den Saisons 2007 bis 2010 stand er im Kader der UCI ProTeam von Rabobank und bestritt für diese Mannschaft mit dem Giro d’Italia 2007 seine erste Grand Tour, die er auf Platz 100 der Gesamtwertung beendete. In den Folgejahren fuhr er für verschiedene Teams, für die er weitere Male Grand Tours bestritt, konnte aber keine weiteren individuellen Erfolge mehr erzielen. Nach Ablauf der Saison 2018 beendete er seine Karriere als Aktiver.

## Erfolge
2004
- eine Etappe Olympia’s Tour

2005
- Gesamtwertung Cinturón a Mallorca
- Paris–Roubaix (U23)

2006
- eine Etappe Thüringen-Rundfahrt (U23)